# Geelsnaveltrappist
De geelsnaveltrappist (Monasa flavirostris) is een vogel uit de familie Bucconidae (baardkoekoeken).

## Verspreiding en leefgebied
Deze soort komt voor in het westelijk Amazonebekken van zuidoostelijk Colombia tot noordelijk Bolivia en westelijk Brazilië.